# Pycnothele modesta
Pycnothele modesta is een spinnensoort in de taxonomische indeling van de bruine klapdeurspinnen (Nemesiidae).
Pycnothele modesta werd in 1942 beschreven door Schiapelli & Gerschman.